# Eau de mélisse des Carmes Boyer
L'Eau de mélisse des Carmes Boyer est une préparation alcoolisée à base de mélisse et d'eau distillée. Elle est également nommée « eau de mélisse ». La recette comprend 23 ingrédients, 14 plantes et 9 épices, et de l'alcool à 80°. Sa recette et son flaconnage sont pratiquement inchangés depuis 1611. Marque protégée, puis déposée, elle est vendue principalement en pharmacie.
L'entreprise, installée à Carrières-sur-Seine, commercialise environ 500 000 bouteilles par an pour un chiffre d'affaires d'environ 2 millions d'euros. Elle a reçu en 2015 le label d'État Entreprise du patrimoine vivant.

## Propriétés thérapeutiques
(septembre 2019).

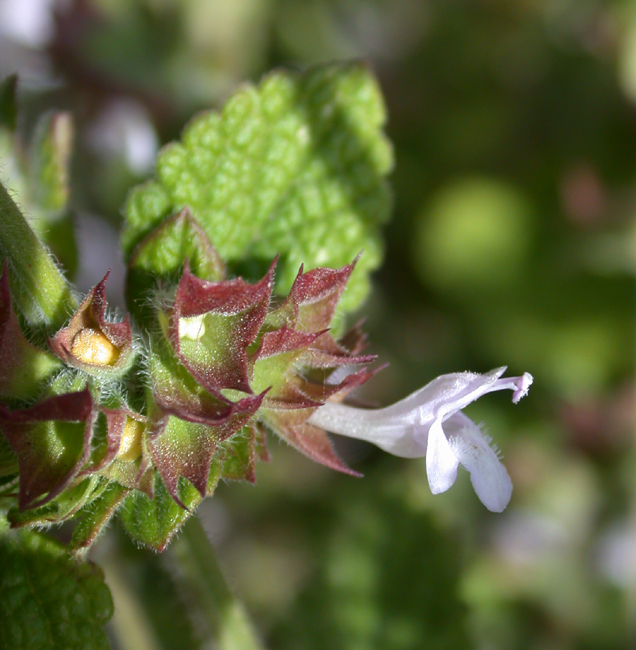
Mélisse du Mont Carmel, Israël, en fleur.

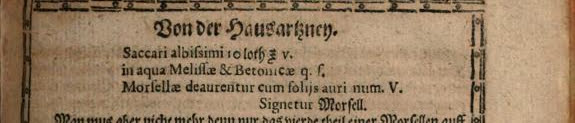
Mention de l'eau de mélisse (aqua melissae) dans un ouvrage ancien.

Diverses propriétés sont traditionnellement attribuées à la mélisse (Melissa officinalis). Autrefois panacée, on lui prêtait un pouvoir de guérison sur toutes sortes d'affections, comme la mélancolie (Hildegarde de Bingen : « la mélisse est chaude. […] et l’homme qui la mange est gai, parce que sa chaleur se communique à la rate, ce qui réjouit le cœur ». ), l'épilepsie (antispasmodique)[réf. nécessaire], l'apoplexie (Paracelse : « la meilleure herbe pour le cœur », Ibn Sina ou Avicenne : la mélisse est un tonique cardiaque[réf. nécessaire]). Dioscoride et Pline l'Ancien recommandaient la plante sous forme d’extrait aqueux ou d’oenolé contre les piqûres d’insectes, les troubles menstruels, les douleurs abdominales et maladies rhumatismales.[réf. nécessaire] Au XVIIe siècle, l'écrivain anglais John Evelyn décrit la mélisse comme une plante bonne pour le cerveau [Où ?] [Quand ?]. C'était aussi un digestif.
Les grands carmes de la Place Maubert et de Marseille l'auraient utilisée contre la peste, comme le prescrit Marsile Ficin au XVe siècle. En 1555 Niccolò Massa (it) l'aurait prescrite pour soigner les fièvres pestilentielles, en 1576 Guillaume Rondelet pour la léthargie. L'eau de mélisse était utilisée par les dames de la cour du Roi-Soleil sujettes à des malaises nerveux.
Au XIXe siècle, Amédée Boyer écrivait [Où ?] que l'Eau de Mélisse était « le seul cordial dont la vertu antispasmodique puisse être garantie par la médecine ; les palpitations reins et cœur[pas clair], les faiblesses, toutes les affections gastriques et céphalalgiques, qui n'ont d'autre cause qu'un désordre nerveux, cèdent à l'emploi de quelques gouttes. Elle est du plus grand secours contre les affections cholériformes qui sévissent à cette époque en grand nombre : prise à l'intérieur en quantité suivante, elle guérit les attaques apoplectiques, que l'usage de l'eau des Carmes prévient et empêche... »
L'eau de mélisse était aussi réputée contre le scorbut, les vapeurs, les troubles hystériques, apoplexie, mélancolie (Simon Paulli), coliques, léthargie, la paralysie et les vertiges (Rondelet), le panaris (mélangée à du vin), contre les débilités des voies digestives et les flatuosités…[réf. nécessaire]

## Histoire

### Ancien Régime: le couvent de la place Maubert et les carmes déchaux de la rue de Vaugirard
L'eau de mélisse fut peut-être utilisée par Charles Quint car on connaissait déjà une eau de mélisse, commercialisée par les carmes d'Avignon à Narbonne : selon une source[Laquelle ?], en 1379, naît « L'Eau des Carmes » : composée d'angélique, de mélisse et d'autres huiles herbeuses, elle serait l'œuvre des carmélites de l'abbaye de Saint-Juste.

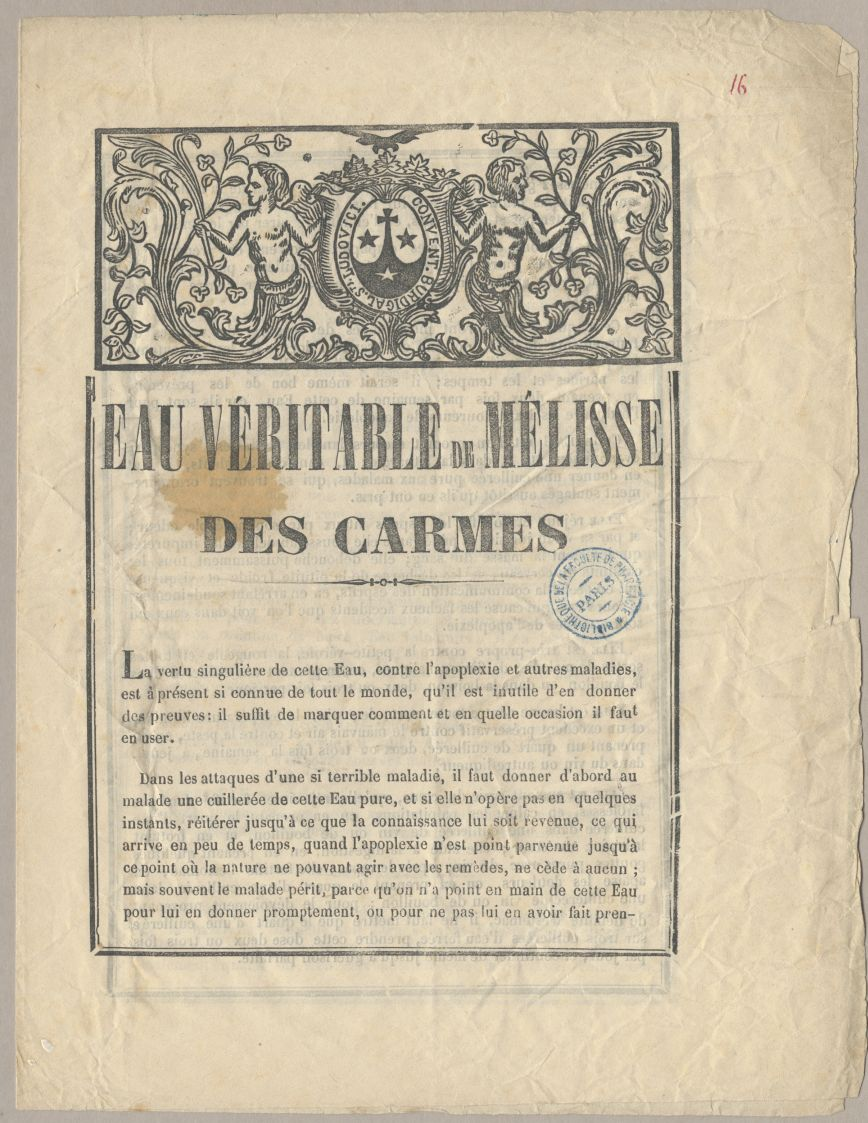
Publicité et brochure pour l'Eau de Mélisse, à Bordeaux.

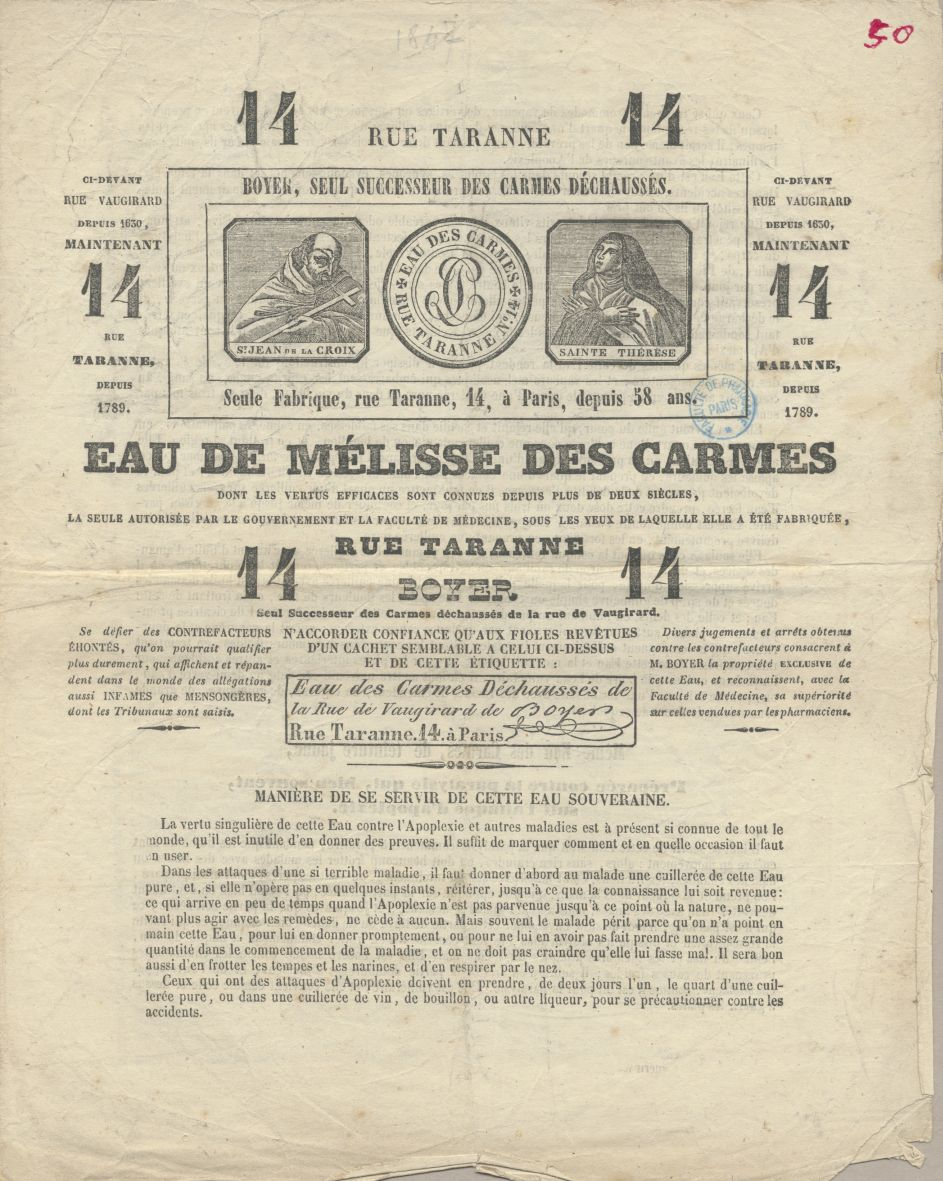
Publicité pour l'eau de Mélisse des Carmes avec les portraits de St Jean de la Croix et Ste Thérèse de Jésus.

Chaque couvent, chaque ordre religieux, avait à l'époque, son eau, ou son élixir, dont la recette était tenue secrète, tel celui de la Chartreuse, ou encore cette eau des Carmes.
Un parchemin rédigé en 1715 par frère Joachim de St Jacques, carme du Couvent de la Place Maubert, comprend la véritable recette de l'eau de mélisse : cette recette était tenue secrète, seulement transmissible à un frère carme ou à un religieux, sous promesse. Le parchemin proviendrait de l'Orient, Liban ou Terre Sainte. Cette recette fut exploitée par les Grands Carmes du Couvent de la place Maubert, qui vendaient l'eau de mélisse à la porterie, puis par les carmes de la rue de Vaugirard. Lorsque les carmes vinrent s'installer rue de Vaugirard en 1607, il y avait donc plus de trois siècles que se commercialisait l'eau des Carmes, ou élixir des carmes, place Maubert.[pas clair] Une concurrence s'établit alors entre les deux couvents. La première recette était transmise par le frère Joachim de Saint Jacques et la seconde par le frère Damien, carme déchaux : distinction entre le couvent des Grands carmes et celui des carmes réformés.

« Nulle part, dans les écrivains qui ont eu occasion de parler de l'Eau des Carmes avant 1790, on ne trouve que le couvent de la rue de Vaugirard eût le monopole de cette Eau. Tous leurs témoignages prouvent le contraire. D'Emmery, qui a donné en 1659 la première formule de l'Eau des Carmes adoptée par les pharmacopées, parle précisément du couvent de la place Maubert et non de celui de la rue de Vaugirard. Lorsque la Société royale de médecine, qui a précédé l'Académie de médecine, fut formée et qu'elle eut publié une formule d'Eau de Mélisse, dite des Carmes, dont la libre exploitation par les pharmaciens eût pu nuire à la recette des couvents, humble requête fut présentée au roi, au nom de l'ordre entier, dans laquelle on fit valoir les services rendus par l'Eau dont les Carmes possèdent le secret depuis leur établissement en France, sous Saint Louis, et combien il serait injuste et impie d'en dépouiller leur ordre. Ce fut sur ce mémoire que des lettres royales de 1709 maintinrent aux Carmes le privilège de préparer et de vendre exclusivement et à leur profit l'Eau dont la composition appartenait à leur ordre depuis les temps les plus anciens, et qu'ils avaient toujours exploité au grand profit des peuples. » Les brevets royaux datant de 1773, 1776 et 1780 confirmèrent les religieux dans ce commerce. »

Dans son livre Essences et Parfums (2002), Raymond Delange raconte ainsi que : « au milieu du XVIe siècle … Narbonne exportait la lavande et un distillat de mélisse : l’eau des carmes (alcoolat de mélisse et de lavande). En effet, les carmes déchaux de la congrégation d'Italie avaient décidé de s'implanter en France, en Avignon en 1608, puis à Paris, rue de Vaugirard, en 1611 ».[pas clair]
En 1611, un médecin concocte une recette originale de boisson tonique réconfortante à base de mélisse, dont il donne la formule à un religieux carme de la rue de Vaugirard à Paris, le Père Damien. Les Carmes décident de la produire dans leur couvent, dans une officine et de la commercialiser.
On l'appela alors Eau de citronnelle, autre nom de la mélisse puis Aqua Carmelitarum, eau des Carmes,. On s'en servit pour les bains et aussi contre l'odeur de la peste. Ce fut alors un des remèdes préférés contre la migraine du cardinal de Richelieu qui en portait toujours sur lui (un cachet de cire rouge[réf. nécessaire] puis par un disque de papier sur les flacons rappelle la mémoire d'un attentat du 10 juillet 1635, où du poison était mêlé à l'eau de mélisse du Cardinal, qui s'en aperçut à l'odeur inaccoutumée), puis à la Cour du Roi Louis XIV où elle devint une panacée :

« Les carmes déchaussés de la réforme de Sainte-Thérèse s'établirent en France vers 1605, et bientôt après l'eau spiritueuse à laquelle ils donnèrent leur nom devenait la plus généralement recommandée par les médecins, et une source de fortune pour le couvent des pères qui le composaient. Louis XIV, voulant récompenser les services qu'ils rendirent aux dames de la cour en les délivrant des spasmes et de cette suite d'accidents et de malaises nerveux auxquels semblaient les condamner les habitudes et la vie de la cour, octroya aux carmes des lettres patentes qui les reconnaissaient seuls et uniques propriétaires du secret de la composition de l'eau des Carmes, et leur donnaient le droit exclusif de la fabriquer et de la vendre. Trois décrets royaux consécutifs, rendus sur le rapport fait au conseil d'État par la Commission royale de médecine, confirmèrent cette propriété et ce droit de vente exclusif. »

### Les jardins des Carmes
Le frère Joachim de Saint Jacques, des Grands Carmes de la place Maubert, affirme être débordé sous la demande au point de devoir multiplier les tonneaux de liqueur, en 1715. Aussi à cette date transfère-t-il avec la permission de son supérieur, son secret à frère Gabriel de Saint-Nicolas, lequel serait d'après le Journal de Pharmacie, un carme déchaux et non pas un grand carme. C'est ensuite aux Carmes de la rue de Vaugirard, de devoir leur célébrité à l'eau dite « Eau des Carmes » mais ils en préparaient déjà depuis 1611.
.

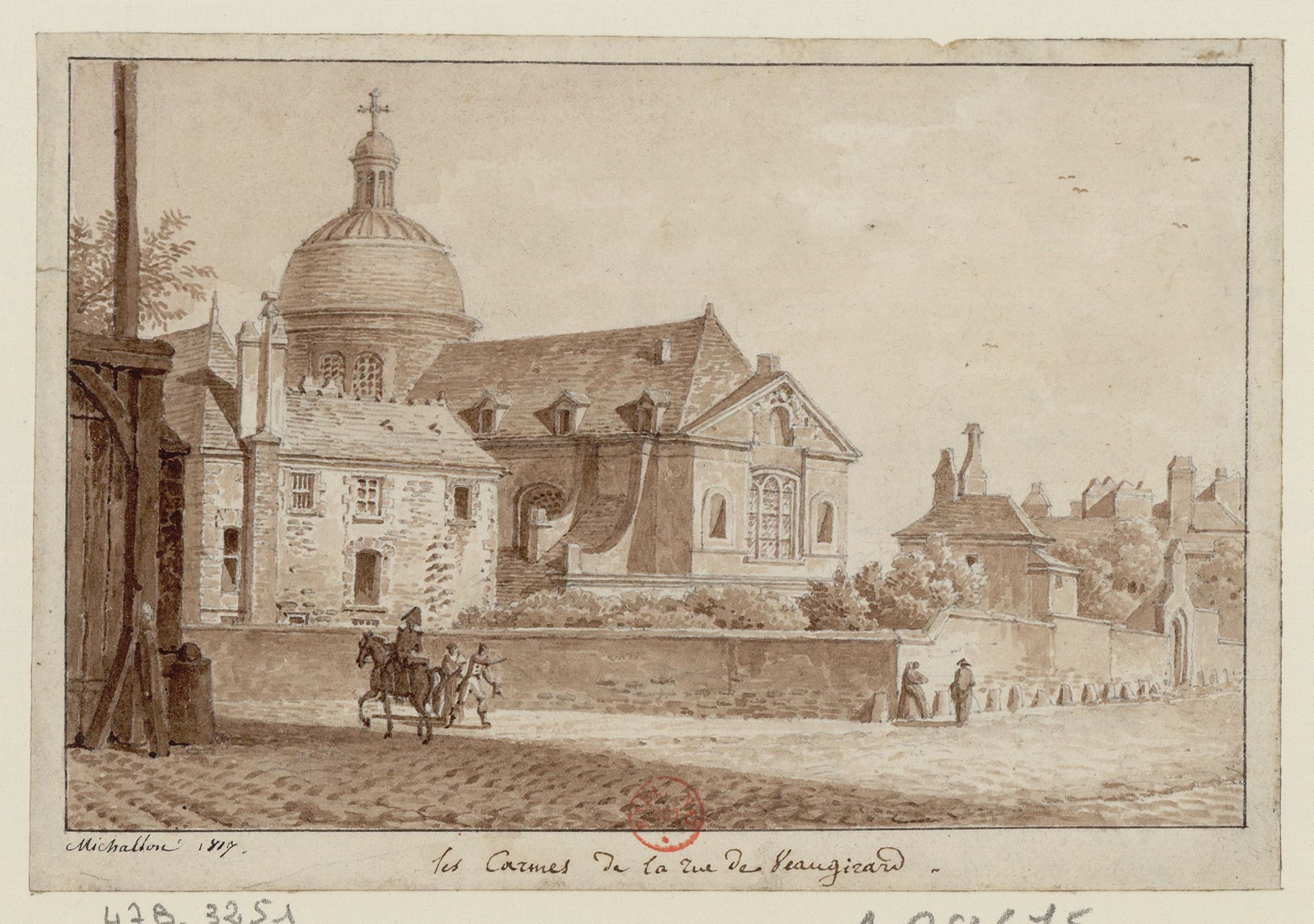
Les Carmes, rue de Vaugirard, par Achille Michallon

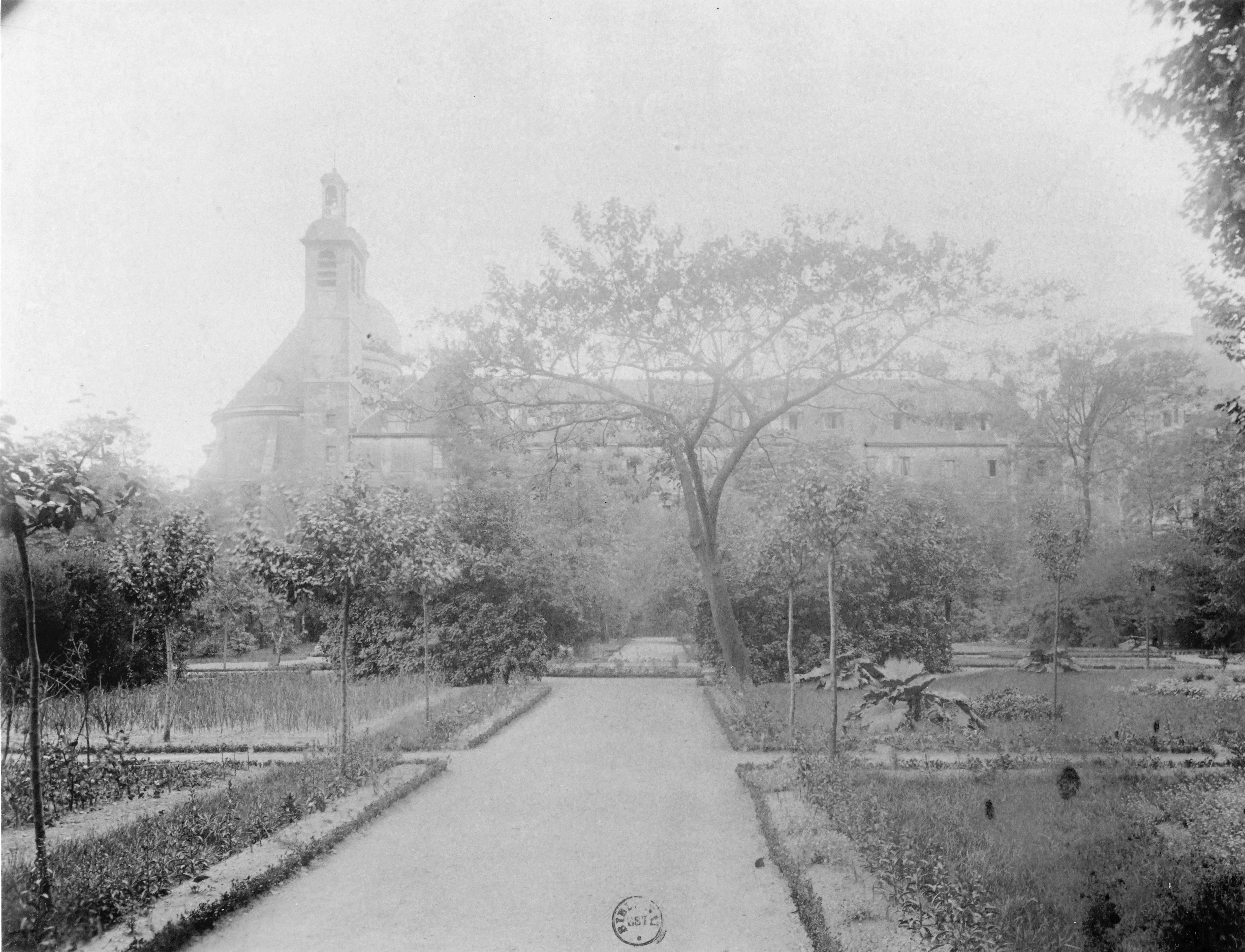
Les carrés de plantes du jardin des Carmes de la rue de Vaugirard par Eugène Atget, moins d'un siècle après leur départ

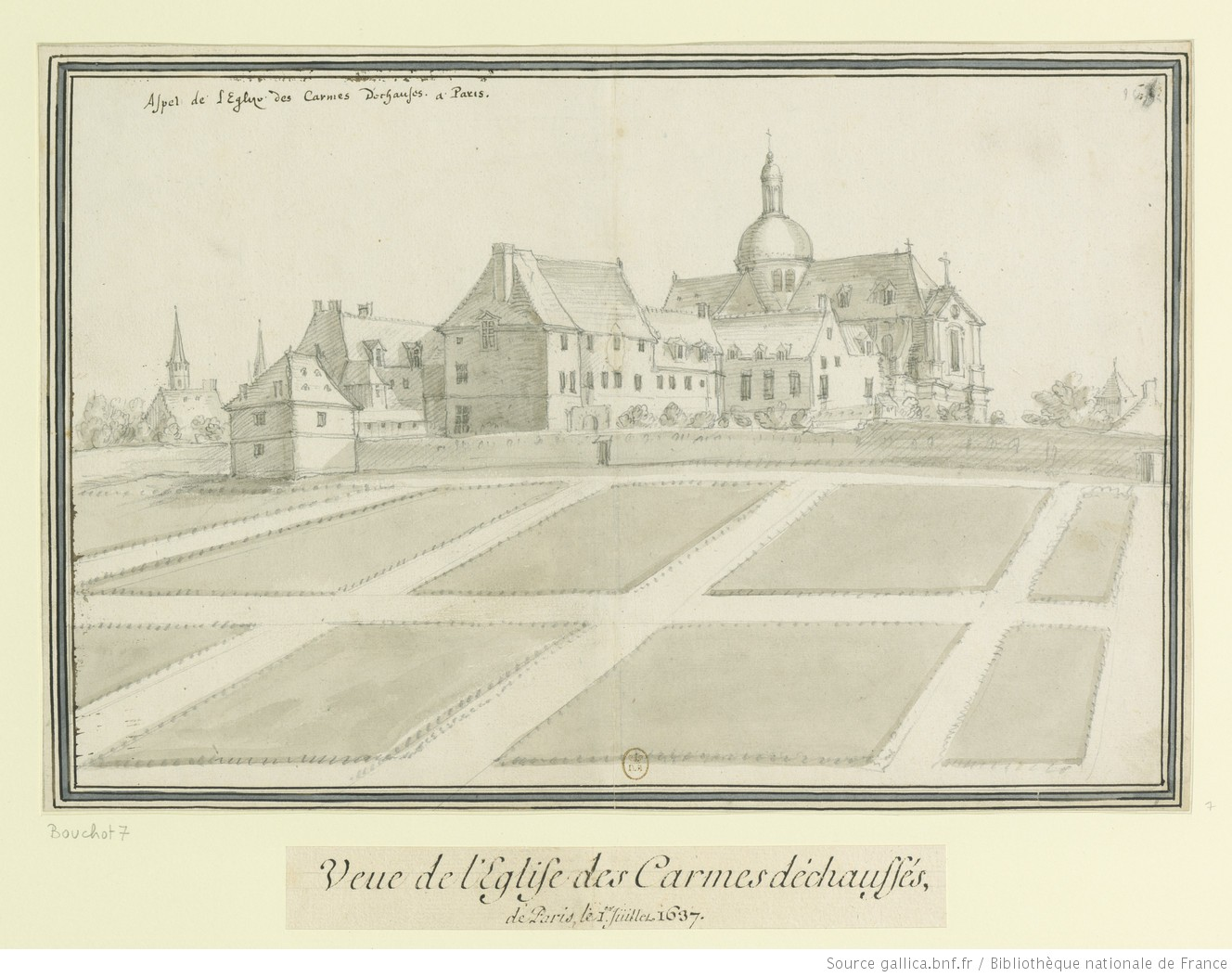

Les jardins du couvent des Carmes où se cultivait la mélisse contenaient plus de quarante-deux arpents cultivés (cf. Galerie d'images, illustration 3, Plan de Turgot) avec un soin extrême : « Les jardins de ce monastère étaient très vastes. C'est dans l'apothicairerie de ce monastère que la composition de l'eau de mélisse fut inventée; c'est pourquoi on la nomma souvent Eau des Carmes. Les religieux de ce couvent font un débit considérable de cette eau, et quoiqu'ils affectent de la déguiser en disant qu'elle est composée de plusieurs sortes d'herbes qu'ils cultivent dans leurs jardins, le public sait à quoi s'en tenir et que ce n'est que de l'eau de mélisse telle qu'on en fait partout ailleurs ». Ce n'était pas seulement dans leurs jardins qu'ils récoltaient les ingrédients nécessaires à la composition de l'eau de mélisse. On retrouva en effet, aux archives de l'hôtel de ville de Paris, une facture d'un sieur Bourlier, herboriste, établissant que du 22 novembre 1788 au 9 mai 1790, il avait fourni aux Carmes pour 75 l. 16 s. de plantes médicinales.
« À peine les Carmes sont-ils fixés rue de Vaugirard, qu'ils établissent dans une des dépendances de leur maison une officine pharmaceutique, où ils fabriquent et vendent, dès 1611, ce fameux élixir qui, sous le nom d'Eau des Carmes, fera plus pour la réputation de leur couvent que la sainteté et le savoir de ses religieux, quelque éminents qu'ils soient.
Les cures merveilleuses établirent sa réputation, même à la cour. Le cardinal de Richelieu en portait constamment sur lui : « C'était là, disait-il, le seul cordial qui pût le préserver de ses migraines. » À son exemple, chaque courtisan eut sans cesse le sien aux lèvres. Il n'était pas, dit Dulaure, de petite maîtresse qui ne portât sur elle un flacon d'Eau des Carmes.
La vente de l'Eau des Carmes prenait une extension rapide et devenait pour l'ordre une source de richesses. L'Eau des Carmes déchaussés trouva en maître Jean-Claude Verdeil, apothicaire aux piliers de la Halle, un premier contrefacteur. Les moines faisaient payer cher leur produit aux riches et le donnaient aux pauvres. L'apothicaire vendant meilleur marché, mais ne le donnant à personne, parvint rapidement à acheter, du fruit de ce négoce, une maison de bon rapport dans la rue de la Barillerie. Le contrefacteur, on le voit, n'est pas né d'hier, et les choses se passaient pour lui, en 1667, comme elles se passent aujourd'hui; une condamnation sévère récompensait ses honnêtes tentatives.
Ce fut sans doute cet incident qui inspira aux Carmes déchaussés de la rue de Vaugirard le désir de faire reposer leur propriété sur des titres authentiques et exclusifs.
L'abbé Frenne de Saint-Mirieu, supérieur de ce couvent, présenta au roi, le 10 septembre 1681, une supplique contenant un mémoire où étaient énumérées longuement toutes les qualités cordiales de l'Eau des Carmes déchaussés, et dont la propriété fut garantie au couvent par lettres-patentes émanant de Sa Majesté et résolues en son conseil. Louis XIV ne répondit pas immédiatement à cette supplique; ce ne fut qu'en 1709 qu'une circonstance assez remarquable ayant appelé son attention sur l'Eau des Carmes, ces religieux en profitèrent pour obtenir les patentes que le couvent sollicitait depuis plus de trente ans. C'était la belle époque des voyages de Marly; les jours de Marly, les seigneurs se pressaient sur le petit escalier de la chapelle, sollicitant la grande faveur de venir se ruiner au jeu ; puis les invitations faites, le roi partait, entassant dans son carrosse une douzaine de princesses du sang ou de dames favorites. Cette manière de voyager n'était rien moins qu'agréable pour ces dames. Pressées, cahotées, gelées en hiver, brûlées en été, trempées par la pluie ou étouffées par la poussière, — car Sa Majesté, assez robuste pour n'avoir jamais été incommodé par le froid ou le chaud, n'eût pas permis qu'on fermât les glaces ou les rideaux, — elles étaient exposées à tous les malaises qui assaillent les femmes en de telles circonstances. Le roi détestait en plus les essences et les senteurs, tout flacon était exclu de Marly et de Versailles. La fatigue de ces voyages, l'insomnie des nuits passées en fêtes, le genre de vie qu'elles menaient rendaient fort fréquentes les maladies nerveuses parmi les dames de la cour; en 1709, les affections vaporeuses devinrent plus intenses; plusieurs voyages durent être contremandés, au grand déplaisir du roi, qui signifia à Fagon d'avoir à guérir ces dames. Une étrange idée passa dans la tête du médecin bossu : il leur ordonna de frotter elles-mêmes leurs appartements. Un tel traitement pouvait avoir de bons effets et être fort rationnel, mais il ne fut pas du goût de ces dames. Cependant le roi avait parlé, il fallait se soumettre : heureusement le confesseur de la duchesse de Bourgogne leur fournit un moyen de guérison plus agréable et plus efficace.
C'était un carme déchaussé de la rue de Vaugirard ; il conseilla à sa royale pénitente de prendre de l'Eau des Carmes. Les bons effets qu'elle en éprouva lui firent prôner ce remède, et bientôt, adoptant son usage, les dames de la cour furent délivrées de leurs spasmes.
Reconnaissant envers les bons Pères, Louis XIV leur octroya alors les lettres qu'ils sollicitaient ; elles furent données à Versailles en plein conseil, et au mois d'août 1709. » (Brochure des Carmes Boyer)
La vente de cette liqueur était donc très productive, et les religieux avaient eu soin de se faire délivrer des brevets par le roi les 15 février 1773 et 9 janvier 1776 ; quand ils en sollicitèrent un troisième, ils trouvèrent une certaine résistance de la part des pharmaciens, et la difficulté ne fut aplanie qu'au moyen d'une transaction par laquelle les Carmes Déchaussés s'engageaient à payer au Collège de pharmacie une somme annuelle de mille livres ,.

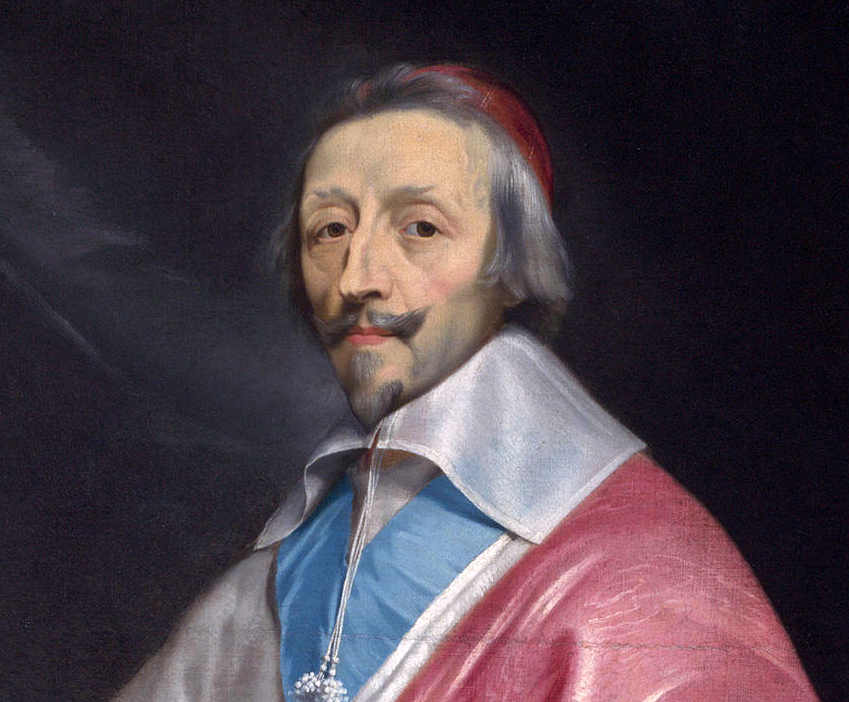
Richelieu portait toujours sur lui un flacon d'eau de mélisse

Le couvent carme de la rue de Vaugirard était la Maison mère de nombreux autres carmels en France et à l'étranger, dont deux à Bordeaux, où fut aussi fabriquée l'eau de mélisse, et à Lyon : « Philibert de Nérestang se rendit acquéreur de la recluserie et des terrains avoisinants et en fit don aux Carmes Déchaussés, avec une rente pour l'entretien de huit religieux. Ceux-ci s'y établirent. C'est dans ce couvent que se fabriquait l'eau de mélisse des Carmes, qui a eu et a encore de la réputation. Après la Révolution, les frères Serre, qui prétendaient posséder seuls le vrai secret de la fabrication, s'établirent à l'angle méridional de l'escalier du Change et de la montée Saint-Barthélemy ; le local est encore occupé aujourd'hui par un distillateur. ».
Les trois codex de Paris, de 1732, 1748 et 1758 donnaient sa formule ainsi que la pharmacopée de Wirtemberg de 1786 : elle n'était donc pas considérée partout comme un remède secret.
En 1775 et 1781, l'eau de mélisse rapporte une rente de 20 000 livres par an aux Frères carmes de Paris, d'autres textes disent quelle rapportait plus de 3 000 livres par mois donc plus de 36 000 livres par an.

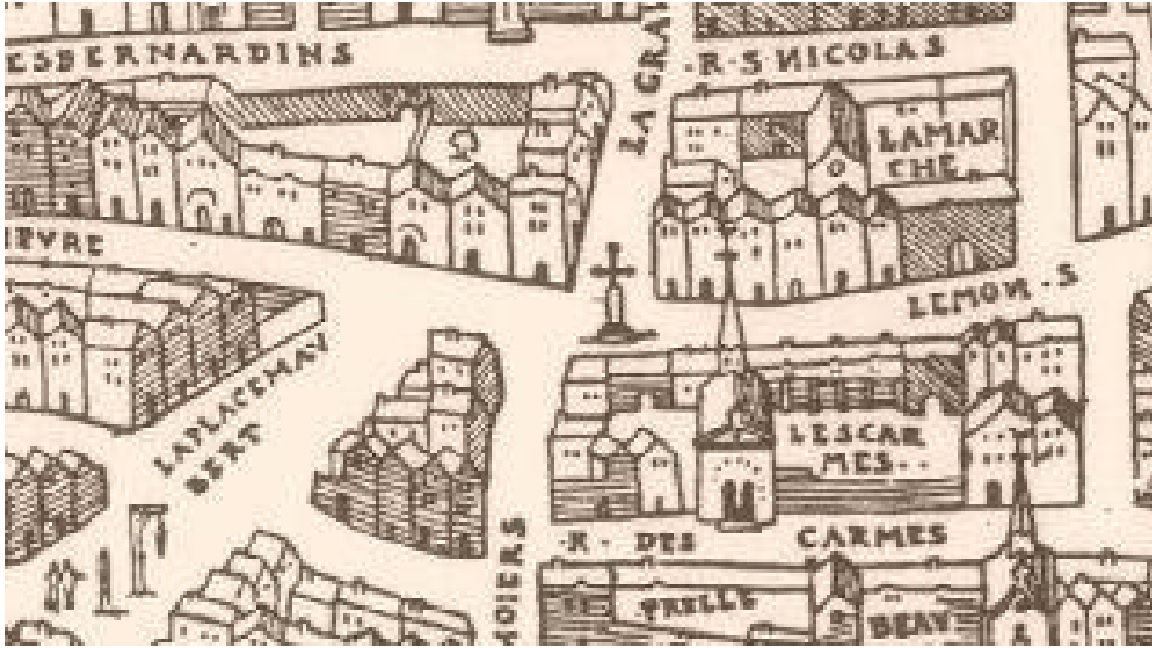
Carmel de la place Maubert, Plan Truschet & Hoyau ca 1550 .
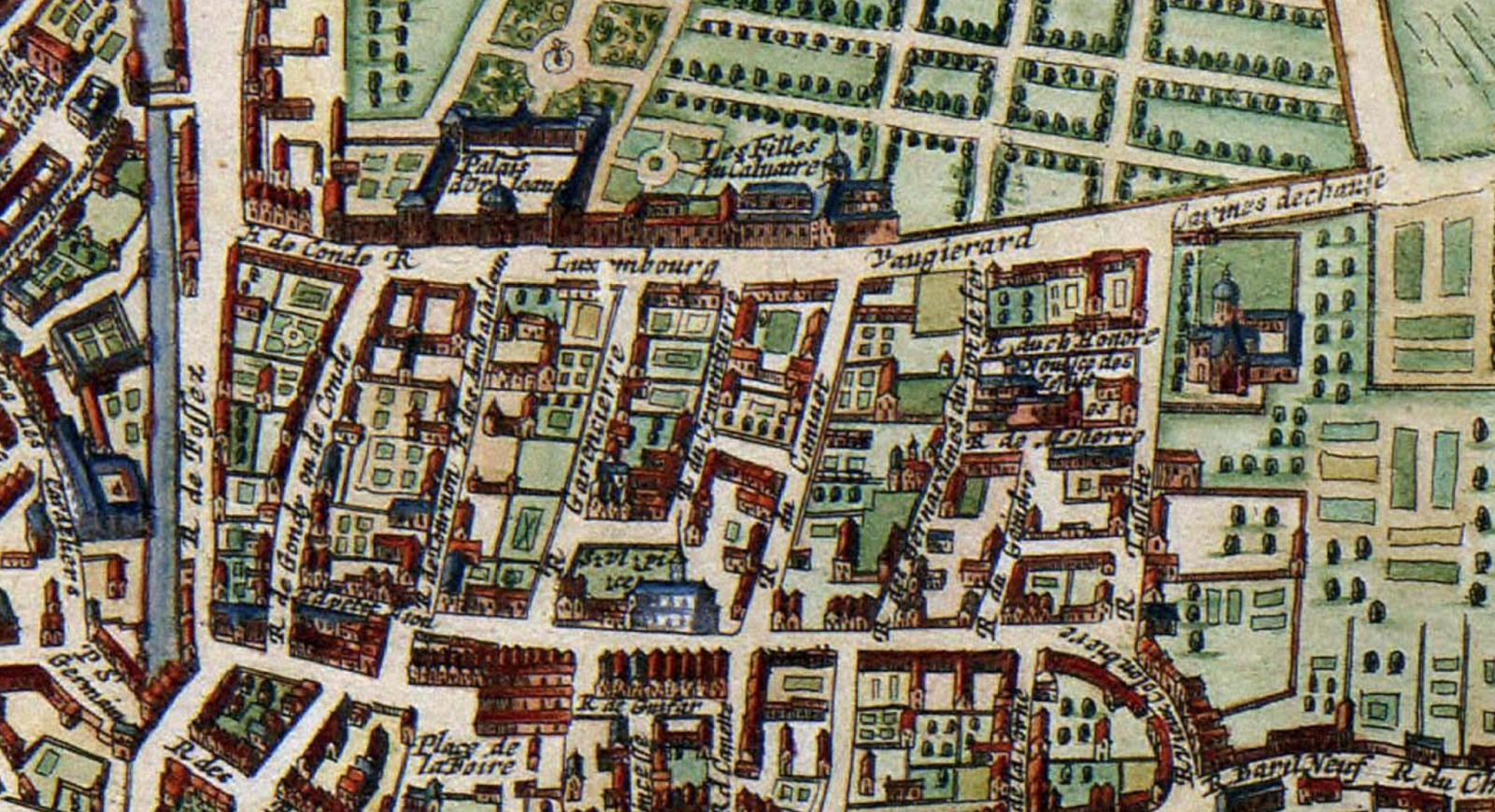
Carmes déchaussés, Plan Truschet & Hoyau ca 1550.
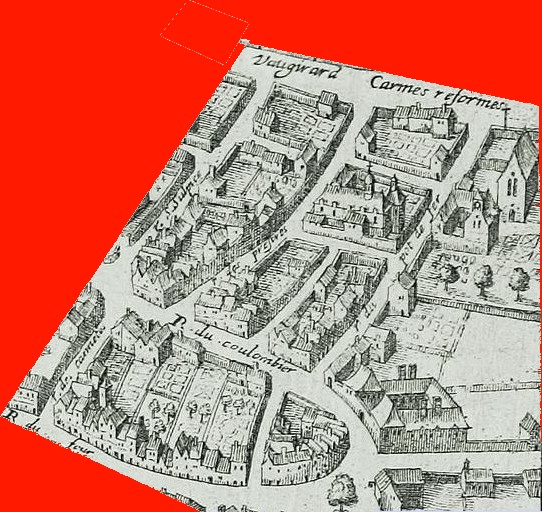
les Carmes sur le plan de Merian, 1613 : la rue des Carmes déchaussés prolonge la rue du Luxembourg et la rue de Vaugirard et forme alors la limite du plan de Paris, on voit mal leur église, ils s'y sont installés depuis deux ans à peine.
les Carmes sur le Plan de Bullet, 1676 délimités par la rue Cassette et la rue du Colombier (le Colombier est le nom des couvents du Carmel donné par Louis de Sainte-Thérèse)
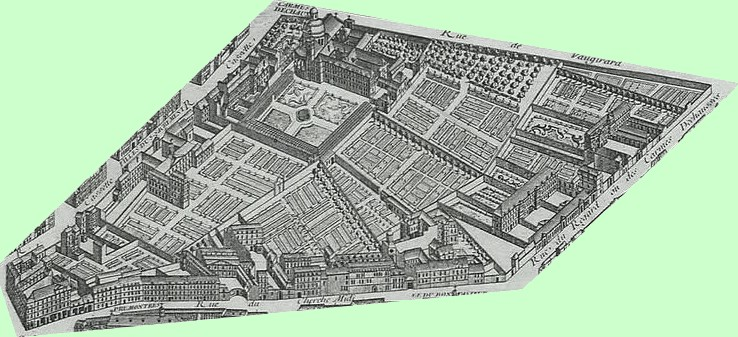
Les arpents de terre et le Jardin des Carmes sur le plan de Turgot occupent en 1739 une place non négligeable du plan.

### Les carmes de Bordeaux
Elle est aussi fabriquée par les carmes de Bordeaux, couvent Saint-Louis ceci par les soins du frère apothicaire Pierre Catinot, en religion frère Placide de la Circoncision, qui eut le droit de patente. On disait plaisamment que le frère Placide distillait davantage d’eau que tous les carmes ensemble ne buvaient de vin. Il cultivait ses plantes médicinales dans le jardin du carmel et les distillait ensuite. Il existait alors des apothicaires jurés et des apothicaires moines. Pharmacien en 1792 Pierre Catinot abandonna son ordre au moment de la révolution mais relevé de ses vœux resta apothicaire : chassé de son couvent il traversa la rue et en 1791 installa son officine en face à l’angle des rues Castillon et Margaux : Aujourd'hui encore sa pharmacie dite « pharmacie des Carmes » au 28 de la rue Castillon à Bordeaux possède une enseigne faisant l'éloge de l'eau de mélisse des Carmes,.
«  Les archives municipales de Bordeaux conservent un spécimen d’une publicité de l’époque, relative aux vertus de cette eau souveraine, spécialement agissante « contre l’apoplexie et les vapeurs ». L’imprimé précise « que la seule véritable eau de mélisse, qui est de la qualité et de la composition de l’auteur, se trouvera aux Carmes déchaussés du Couvent Saint-Louis, à Bordeaux, et non ailleurs.  »

La composition de l'eau de mélisse de Bordeaux était légèrement différente de celle de Paris, son secret était transmis de pharmacien à pharmacien dans le plus grand secret. On a retrouvé neuf recettes différentes.

### L'eau de mélisse sous la Révolution française
Pendant la Révolution française, Pierre Catinot de Bordeaux céda son officine et ses secrets à Léon Bertrand Magonty, franc-maçon affilié à la loge « Triangle-Chapitre Essence de la Paix », lequel envoie alors son fils Joseph Henry, comme élève à la pharmacie Pelletier (franc-maçon lui aussi) à Paris.

#### La Société des pharmaciens de Paris et l'eau de mélisse
Les carmes, très populaires à Paris, ne furent donc pas inquiétés durant la Révolution. Ils n'étaient d'ailleurs pas hostiles aux idées révolutionnaires, et priaient pour l'Assemblée nationale quotidiennement. Le district avait adopté la devise des carmes « Pro patria et rege ». Les moines durent se constituer en société commerciale, et payèrent à l'État une somme de 60 000 francs le droit d'exploiter le secret de la composition de l'eau de mélisse des Carmes connus comme seuls et uniques propriétaires. Mais par décret du 13 février 1790 tout passa aux mains de l'État, y compris les ustensiles servant à la préparation de l'eau de mélisse, que les religieux réclamèrent en vain. Une partie du couvent fut transformée en caserne puis en prison des Carmes. Ils purent y rester néanmoins, et continuer la production de l'élixir mais huit d'entre eux entrèrent dans la vie civile. Par un décret du 8 octobre 1790, le couvent du District des Carmes accueillit les carmes des Billettes et Maubert. En 1792, on massacra les prêtres non assermentés dans l'église et le jardin de leur couvent ; restés dans leurs cellules, les carmes visitèrent les condamnés, puis ils décidèrent de rentrer dans la vie civile, suivant la loi du 17 août.
En 1797, les carmes de la place Maubert en confièrent la recette et le secret de sa préparation à la Société des Pharmaciens de Paris (qui en fera largement écho dans différentes revues, Journal de Pharmacie et de Chimie, Journal de la Société des Pharmaciens de Paris ou Recueil d'Observations de Chimie et de Pharmacie et tout au long du XIXe siècle dans nombre d'ouvrages), cinq ans plus tard, par le biais de leur procureur, Jacques-Bruno-Joseph Housez : « Mais enfin ce qui fut long-temps un secret a cessé de l'être, grâce aux généreux sentimens d'un ci-devant Religieux Carme, le citoyen Housez mon ami...».
«  La Société des pharmaciens de Paris, voulant remplir l'engagement qu'elle a contracté, dans sa séance du 15 Brumaire dernier, annonce qu'elle va mettre en vente les deux compositions, dont elle a exposé publiquement sa préparation; savoir : la Thériaque et l'Eau de Mélisse, dite des Carmes.

On est dispensé de faire l'éloge de l'exactitude scrupuleuse qui a présidé à ces préparations, et du choix des substances qu'elles contiennent... L'Eau de Mélisse (espèce de médicament dont tout le monde connoit les propriétés, et dont la recette se trouve dans presque toutes les Pharmacopées, quoique certaines personnes prétendent que sa composition est un secret ; on se contentera de dire, qu'après avoir comparé différentes formules, les Pharmaciens de Paris ont adopté, comme la meilleure, celle qui fut recueillie en l'année 1715, par un Religieux Carme, du ci-devant grand Couvent de la place Maubert appelé le frère Joachim de Saint-Jacques, et qui fut communiquée par celui-ci, au frère Gabriel [de Saint-Jacques], carme déchaux, avec la permission de son supérieur ; formule, dont l'original en parchemin, signé de son auteur, a été déposé par le citoyen, Housez, dernier Procureur dudit grand Couvent des Carmes de la place Maubert, entre les mains du directeur de l'École de Pharmacie, pour être préparée publiquement. L'Eau de Mélisse a été composée par la Société des pharmaciens de Paris, suivant cette formule, conformément aux règles de l'Art, et avec toute l'attention qu'exigeoient le choix et les doses des diverses substances qui entrent dans sa composition, les préparations et distillations préliminaires de chacune d'elles, et enfin le mélange, dans des proportions convenables, des différentes liqueurs précédemment distillées, et combinées d'une manière intime par une dernière distillation.
Le Bureau, pour la distribution de la Thériaque et de l'eau de mélisse, sera ouvert tous les jours, à compter du 15 Messidor, an 7 de la première République française, à l'École publique et gratuite de Pharmacie, rue de l'Arbalète, Division de l'Observatoire. Prix de la Thériaque, en boîte d'élain, 10 francs la livre, y compris la boîte.
Prix de l'Eau de Mélisse, 10 francs 80 centimes la caisse de douze fioles.
Les boîtes et les caisses porteront le cachet de l'École de Pharmacie.
III.e Année. N.° III  »
— Journal de la Société des Pharmaciens de Paris , 1797
Le secret passa quelques années plus tard aux mains de M. Amédée Boyer :

### LeXIXesiècle
Sous la Restauration, vers 1820-1830 on fit de très beaux flacons à eau de mélisse, devenu un « secret des Grands Mères », flacons en opaline, ou en cristal, avec soc de marbre et cathédrale de bronze type Duchesse de Berry.

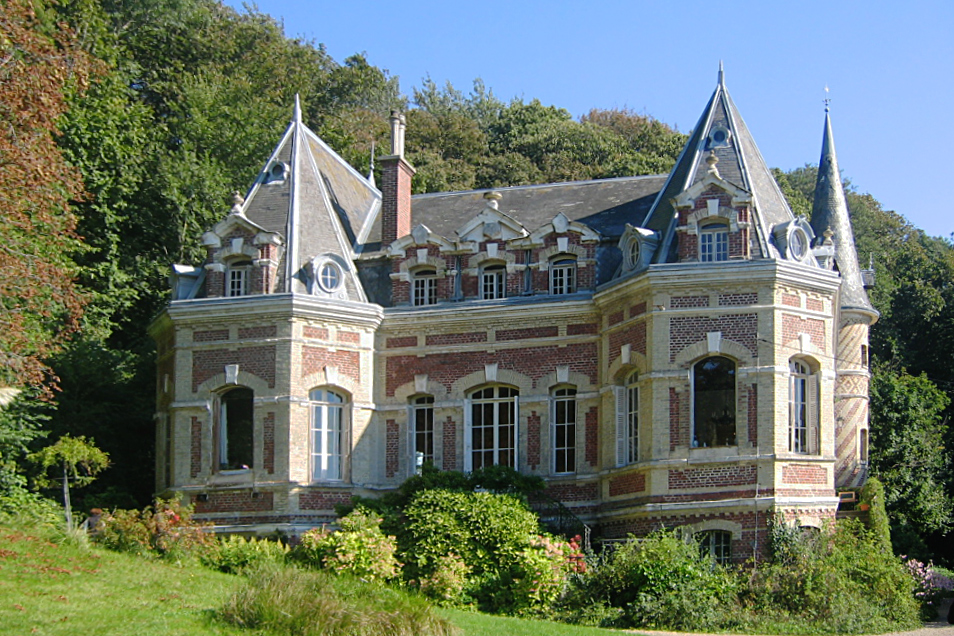
Le « château des Aygues » d'Amédée Boyer.

En mars 1824, un acte de société fut passé entre les carmes survivants, au nom de frère Antoine Laurent Paradis, Magnin et Cie. En 1829, le frère Paradis, dernier des Carmes, s’associe avec son neveu Antoine Royer. Ainsi fut fondée la maison « Royer et Raffy ».

#### 1834, Amédée Boyer
En 1834, Amédée Boyer épousa la veuve Royer et devint l’unique propriétaire de la société et l’unique détenteur du secret du dernier frère des Carmes déchaussés de la rue de Vaugirard, fondant ainsi la « société de l’Eau de mélisse des Carmes Boyer », qui eut un stand à l'Exposition universelle de 1889.
Depuis cette époque, une suite d'actes notariés ont ainsi transmis la propriété et le secret de l'eau des Carmes à Amédée Boyer, qui se trouva seul successeur des Carmes déchaussés et seul possesseur de leur secret, qu'il exploita dans le même local où ils s'établirent en 1789, rue Taranne, en défendant son droit face aux contrefaçons. Amédée Boyer, riche de son monopole, fit fortune et construire près d'Étretat, le « château des Aygues » Villa-château en 1866 par l'architecte havrais Théodore Huchon.

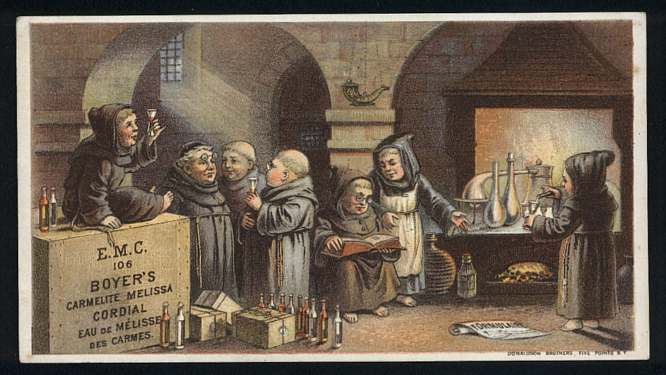
Chromolithographie, Cordial de Mélisse des Carmes XIX, 1840

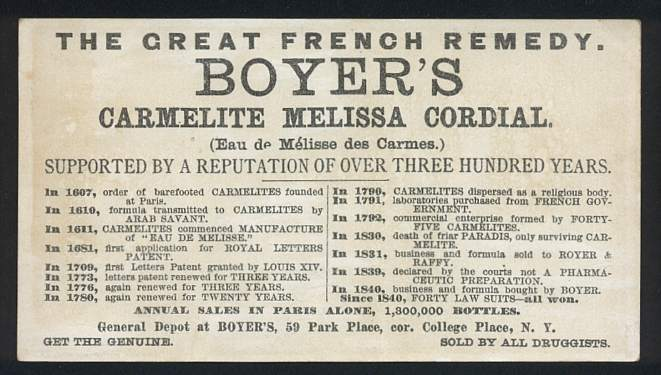
Chromolithographie : le revers, réclame

Boyer écrivit une Monographie historique et médicale de l'Eau des Carmes et ajouta bientôt à l’étiquette des flacons de ce remède populaire, et sa signature et ses empreintes digitales, afin de prévenir les contrefaçons : en effet seule sa formule garantissait les merveilleux effets thérapeutiques vantés par le fabricant :
«  LE PHARMACIEN PEUT-IL FABRIQUER ET VENDRE L'EAU DE MELISSE :

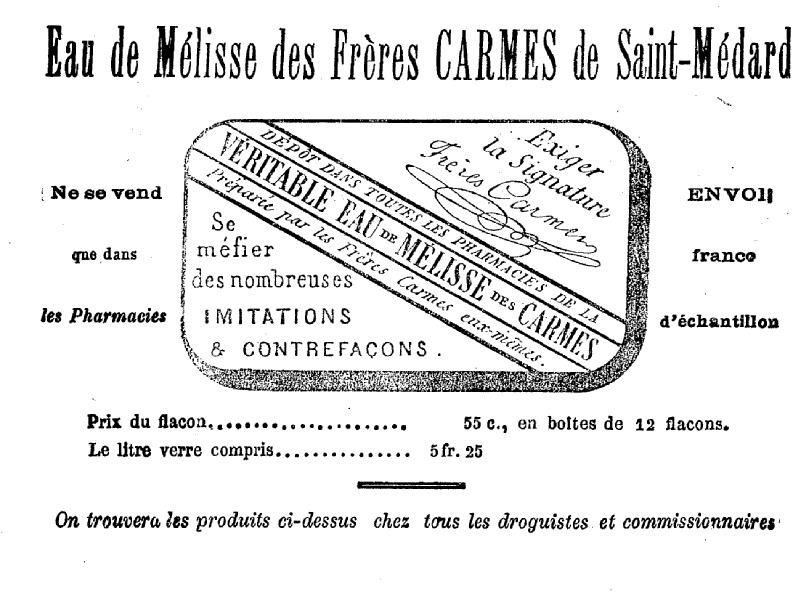
Réclame: « Eau des Frères Carmes de Saint-Médard »

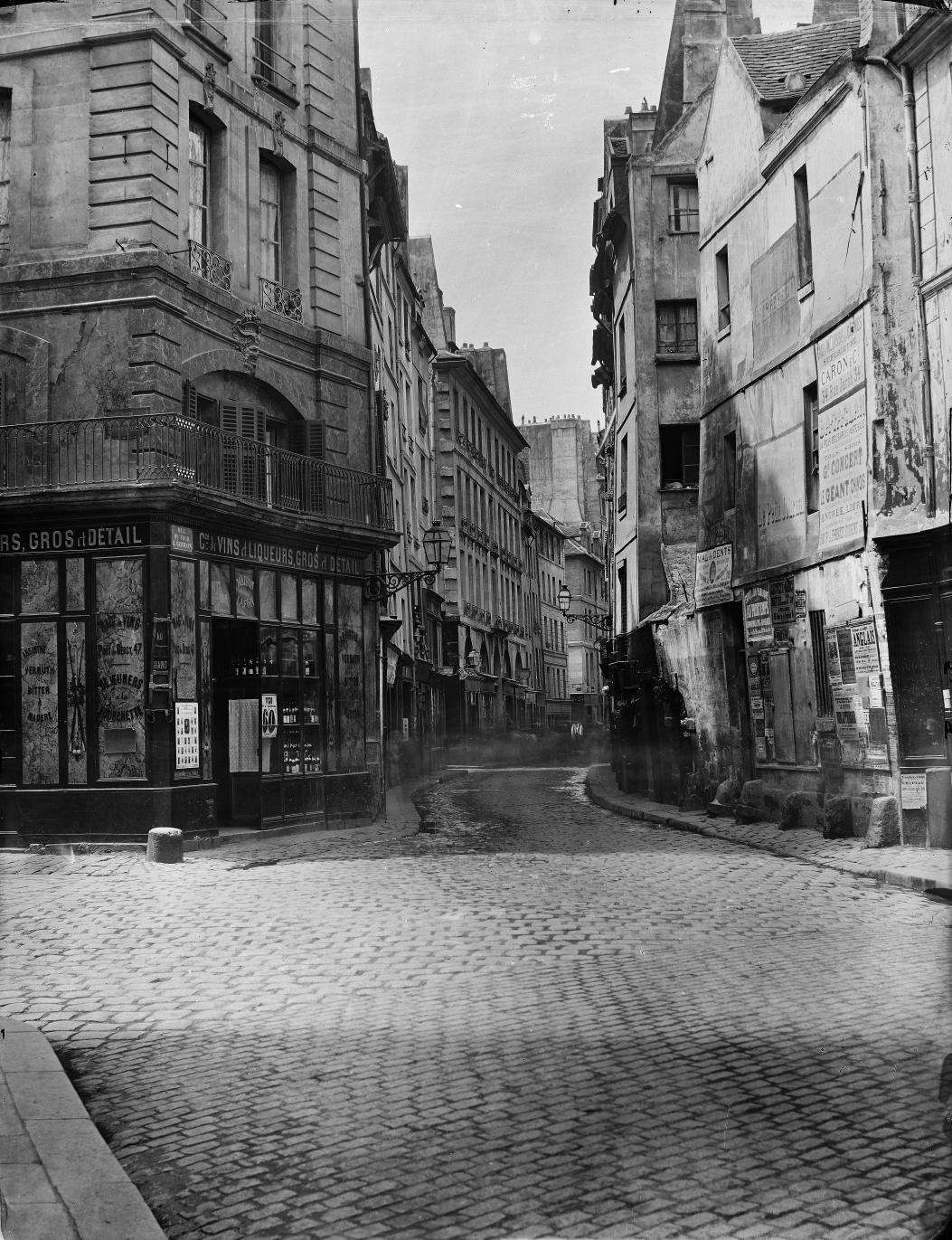
Publicité murale pour l' « Eau de Mélisse des Carmes, supérieure, Caron et Cie, rue Jacob » (en haut, à droite de l'image, cliquer pour agrandir), Rue du Four, de la rue de l'École-de-Médecine (Paris) Date attribuée d'après la mention sur l'affiche sur le mur en haut à droite « Eau de mélisse des Carmes supérieure. Caron, 34, rue Jacob » : Caron, 34, rue Jacob, herboriste jusqu'en 1865, puis, eau de mélisse des Carmes à partir de 1866, dans Annuaire du commerce Didot-Bottin, 1865-1869

Dite Des Carmes? (Résolu affirmativement.)
Amédée Boyer prétend posséder seul le secret de cette eau merveilleuse ; il l'a acheté 80 000 francs de M. Roger, qui l'avait eu en société de M. Raffy, lesquels le tenaient de six anciens religieux, seuls restes de l'ancienne congrégation des Carmes déchaussés de la rue de Vaugirard. Lors de l'abolition des communautés religieuses, les carmes avaient racheté du gouvernement qui avait confisqué leurs biens le secret de leur eau moyennant 60 000 livres ; quarante-sept d'entre eux avaient formé une société pour l'exploitation de leur industrie ; le secret était confié aux trois plus anciens, il était renfermé dans une caisse à trois serrures : et cet état de choses dura jusqu'en l'année 1824, date du traité de MM. Roger et Raffy.
Or M. Boyer, concessionnaire de ces derniers, a déjà fait condamner par des jugements et arrêts de 1820 et 1835, des usurpateurs du nom de l'eau des Carmes, il poursuit aujourd'hui un concurrent plus redoutable, M. Richard Desruez, pharmacien, qui a établi son officine rue Taranne, 16, à côté de son magasin, 14, les deux boutiques sont contiguës, elles sont peintes de la même couleur, les boîtes de l'eau de mélisse ont la même dimension, elles sont placées de la même manière sur les rayons, et à la devanture, les étiquettes se ressemblent, les flacons ont la même forme et M. Richard Desruez a donné à son eau de mélisse le nom de l'eau des carmes, de telle sorte qu'il est impossible de ne pas faire confusion, que les paralytiques, apoplectiques, etc., qui se trompent de porte courent grand risque, au dire de MM. Roger et Raffy, de rentrer chez eux sans être guéri ou de ne pas rentrer du tout.
M. Amédée Boyer a donc formé devant le tribunal de commerce, contre M. Desruez une demande de 12 000 francs de dommages-intérêts. Sa demande a été soutenue par M. Tiliault son agréé.
M. Deschamps, agréé de M. Desruez a plaidé que l'eau de mélisse était depuis longtemps tombée dans le domaine public, et qu'elle était connue sous le nom des carmes, il a représenté le Codex obligatoire pour tous les pharmaciens qui en donne cette définition : Alcoolatum de melissa compositum, quod vulgo dixere carmelitarum aquam.''

Le tribunal a adopté le système plaidé par Me Deschamps il a déclaré M. Roger non recevable en sa demande, il a seulement ordonné que M. Desruez ferait disparaître de ses étiquettes le mot "dépôt" qui pourrait faire croire qu'il tient un dépôt des produits des anciens religieux.  »
— Journal de chimie médicale, 1842

### XXeetXXIesiècles
Au début du XXe siècle elle bénéficie encore d'une grande publicité et riche iconographie : une série de bon points pour écoliers et de chromos sur ce thème fut éditée. La société Boyer est installée au 14, rue de l'Abbaye à Paris, puis au 6. Au XXIe siècle la société existe toujours, installée à Courbevoie en 1844 puis à Carrières-sur-Seine en 1990  et s'appelle aujourd'hui « Eau de Mélisse des Carmes »

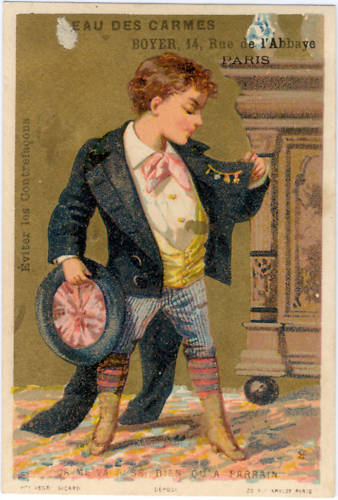

## Formule

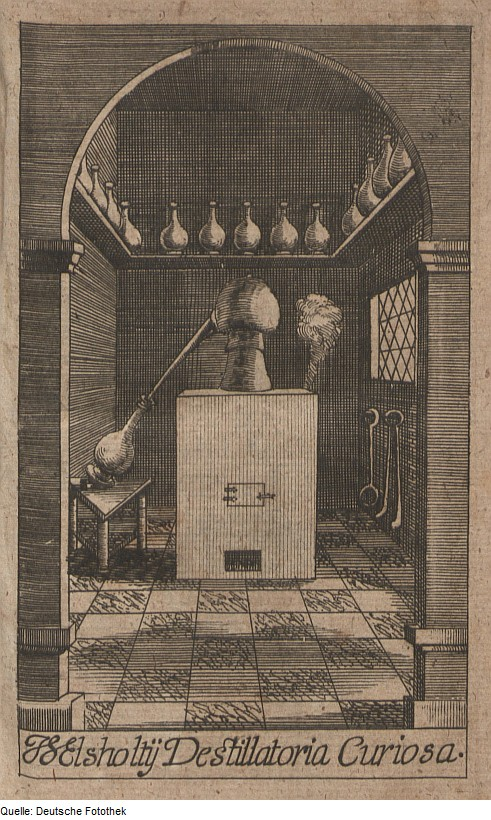
Alambic, 1674.

Il existait plusieurs recettes de cette Eau de Mélisse : Frédéric Renou dans sa thèse sur la pharmacie des Carmes de Bordeaux, en donne neuf dont celle du père Poncelet qui prétendait par là détenir de l'inventeur de l'élixir disparu quatre cents ans plus tôt.
- Nicolas Le Fèvre en 1651 donne une recette d'hydromel de mélisse préparé dans du miel fermenté. « Il faut y joindre de la mélisse, coupée et broyée dans un mortier, jusqu'à consistance de bouillie… (suivent un certain nombre d'opérations) Laissez fermenter, jusqu'à ce que toute la mélisse soit tombée au fond du vaisseau... » On obtenait une marmelade, on rajoutait de la mélisse, il en résultait enfin un hydromel de mélisse. Sa recette d'eau ou esprit de mélisse proprement dite ne comprend que trois ingrédients, mélisse, muscade et écorce de citron, elle était ensuite mélangée parfois avec d'un sirop l'eau et du sucre et du blanc d'œuf. On avait soin de recueillir le marc afin de le réduire en sel qu'on mêlait à l'esprit de mélisse pour en augmenter la force et la vertu[30]. On l'utilisait en frictions.
- Nicolas Lemery en 1671 donne une recette identique à celle qu'aurait transmise le frère carme de la rue de Vaugirard, Damien, selon la recette de M.Baudot[31].
- En 1715 frère Joachim de St Jacques, rédige son parchemin destiné à Frère Gabriel de St Nicolas, avec la véritable recette de l'eau de mélisse, accompagné de dessins d'alambics, et de tonneaux : on sait donc que le Couvent de la Place Maubert produisait l'eau de mélisse par tonneaux. La poitrine de Frère Joachim est abîmée tant il a goûté de cette eau distillée[32].Mélisse, thym, romarin, marjolaine, angélique, sauge, citron vert en écorce et des épices, anis vert, cannelle, coriandre, noix de muscade râpée et clou de girofle entraient dans sa composition.
- Dans la  Pharmacopée royale galénique et chymique  Moyse Charas en 1676 donne dans le chapitre sur la distillation de la mélisse une recette d'huile de mélisse (unique ingrédient), laquelle mélangée à l'huile de muscade ou de l'huile de racines aromatiques formait une forme de baume. On écrasait la mélisse « jeune, tendre et succulente », récoltée « entre plante et semence », dans un mortier de marbre, avec un pilon de bois, coupée ou incisée qu'on versait ensuite dans une grande vessie en cuivre étamée, recouverte d'une tête de More[33].

« Eau de Mélisse composée autrement dite eau des Carmes : Prend quatre onces de feuilles nouvelles de mélisse, deux onces de jaune de citrons frais, une once de noix muscades, autant de coriandre, demi once de doux de girofles, semblable quantité de cannelle & de racines d'angélique de Bohême : ayant pilé ce qui convient, faites macérer le tout pendant trois jours dans deux livres d'esprit de vin rectifié, une livre d'eau de mélisse distillée au bain marie; distillez selon l' art au bain marie presque jusqu'à siccicité. »
- Sous la Révolution, le Journal des pharmaciens de Paris explique « qu'il n'est aucune de ces formules qui réunisse autant de précision et d'avantage que celle qui étoit employée par les ci-devant carmes de Paris, soit par la réunion, le choix elles doses des diverses substances qui entrent dans sa composition, soit par les préparations et distillations préliminaires de chacune d'elles séparément et à différentes époques de l'année où leurs principes actifs sont dans la plus grande vigueur, soit enfin, par l'amalgame dans des proportions convenables des diverses liqueurs précédemment distillées et combinées d'une manière intime par une dernière, distillation faite avec soin »[n 3].
- Recette de Déjean : « Vous mettrez dans votre alambic cinq pintes et chopine d’eau de vie, cinq pintes et chopine de vin blanc, un quarteron de muscade, un quarteron de macis, une once de cannelle, deux onces de clous de girofle, quatre onces de coriandre, les zestes de douze beaux citrons, et vingt-quatre poignées de feuilles de mélisse. »[34]
- Julien-Joseph Virey (1811) en donne deux recettes différentes, celle du Codex (trois plantes (mélisse, citron et angélique) et quatre épices (muscade, coriandre, girofle, cannelle) et celle des Carmes de treize ingrédients dont sept plantes et six épices.

« Il faut que chacun de ces ingrédients soit distillé à part, dans les proportions indiquées sur le tableau précédent. Ensuite le mélange s’en fait dans un grand matras, non pas à parties égales mais relativement à des proportions dont le Collège de Pharmacie de Paris s’est réservé le secret en propriété, comme le faisaient les Carmes Déchaux. [......] Les Carmes la préparaient fort bien, comme le Collège de Pharmacie le fait aujourd’hui, ce qui consiste, outre les justes proportions des alcools, dans le mode de leur distillation au bain marie, et à, 1°. un feu doux, 2°. dans la vétusté de ces alcools odorants, 3°. dans l’art de les priver de toute odeur de feu, au moyen du froid, en les plongeant dans la glace pilée avec du muriate de soude pendant six à huit jours. »
- La recette d'Eugène Soubeiran[36] (alcoolat simple de mélisse et une recette d’alcoolat de mélisse composé) compte sept plantes et cinq épices.

Mais la véritable recette de l'Eau de Mélisse des Carmes Boyer peut compter jusque 14 plantes (mélisse, angélique, muguet, cresson, citron, marjolaine, primevère, sauge, romarin, lavande, armoise, sarriette, camomille romaine, thym) et neuf épices (coriandre, cannelle, girofle, muscade, anis vert, fenouil, santal, racine d’angélique, racine de gentiane).
En rajoutant du safran on obtenait l'« eau de mélisse jaune ». On pouvait y rajouter aussi du poivre cubèbe (Pâris, Giordano, Taddei). Mélangée à de la glace pilée et du sel marin et conservée au froid, elle prenait le goût de l'eau de mélisse distillée depuis longtemps.
On en faisait des bonbons, et elle était alors préparée par le confiseur.

### Deux legs
- Une recette de quatre épices et deux plantes aurait été la recette originale des carmes :

Un pharmacien de Langres, M. Baudot, l'avait trouvée dans un cahier de notes écrit de la main de son grand-père, alors que ce dernier étudiait en pharmacie à Paris, dans les premières années du dernier siècle (XVIIIe siècle) vers 1716 : cette formule lui avait été donnée par le frère Damien, carme déchaussé du couvent du faubourg Saint-Germain. La voici telle qu'elle se trouvait dans le dernier numéro du Journal de chimie médicale, auquel M. Baudot l'avait adressée :
« Véritable formule de l'eau de mélisse des Carmes (Baudet) :
- Feuilles de mélisse fraîches : 3 poignées.
- Écorces de citrons fraîches.a a. 3o gram.
- Noix de muscade.a a. 3o gram.
- Semences de coriandre.a a. 3o gram.
- Girofle, le tout coupé ou concassé, : a a. 3o gram.
- cannelle a. 3o gram.
- Vin blanc très généreux. 1 litre
- Esprit de vin rectifié, 1 litre.

Placez le tout dans une cucurbite de verre, laissez macérer pendant 24 heures, en agitant de temps à autre, et distillez ensuite au bain de sable pour retirer 1,000 de produit »

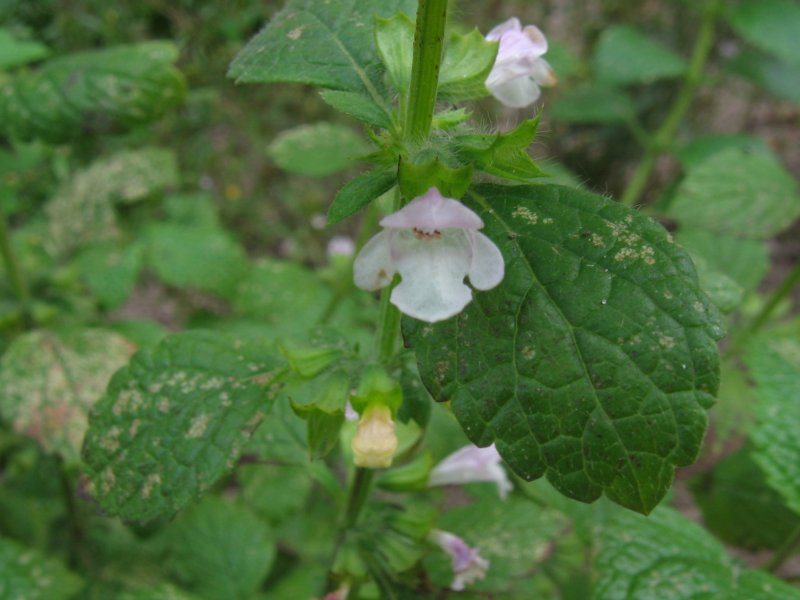
Melissa officinalis
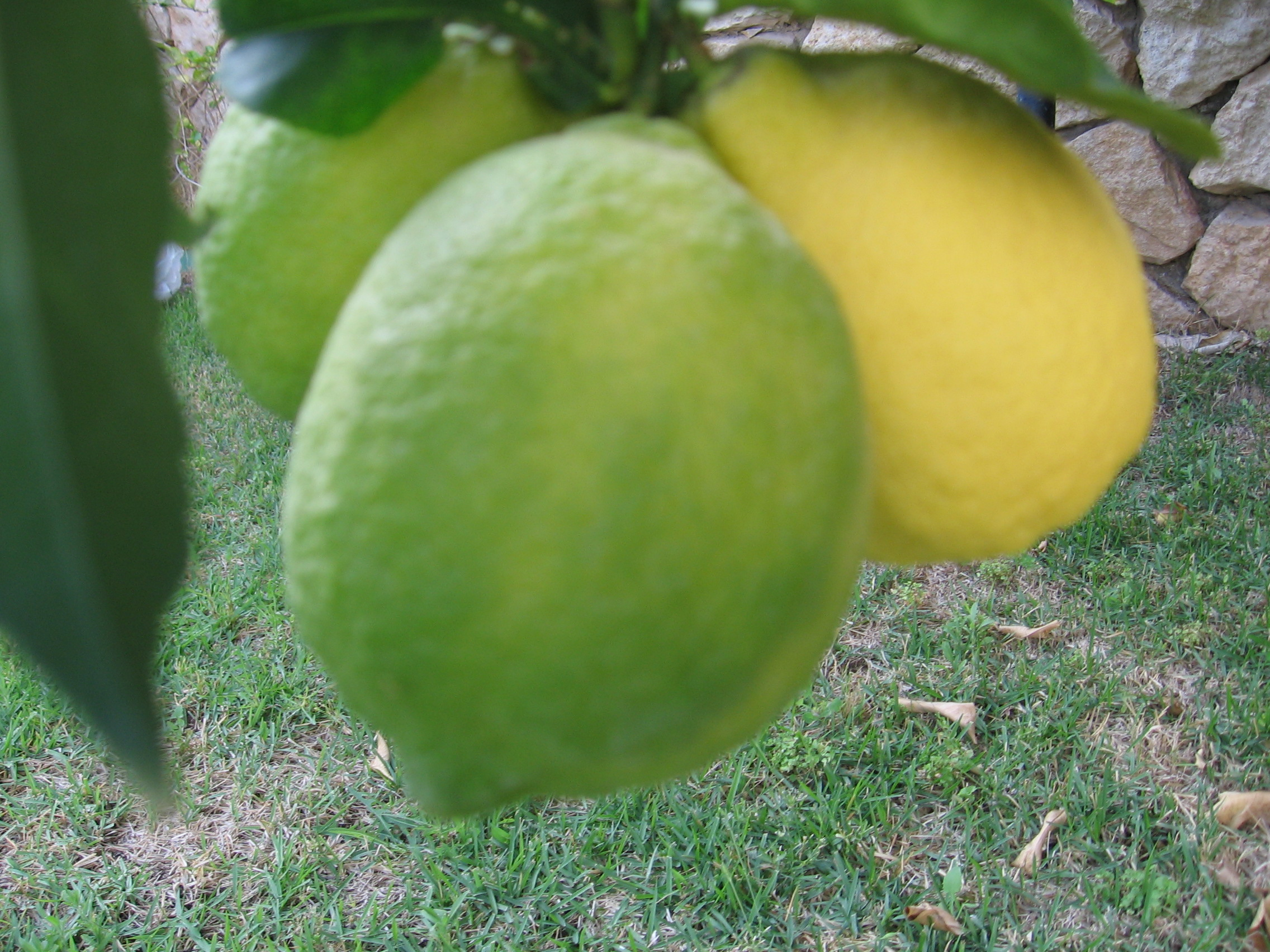
Citrons
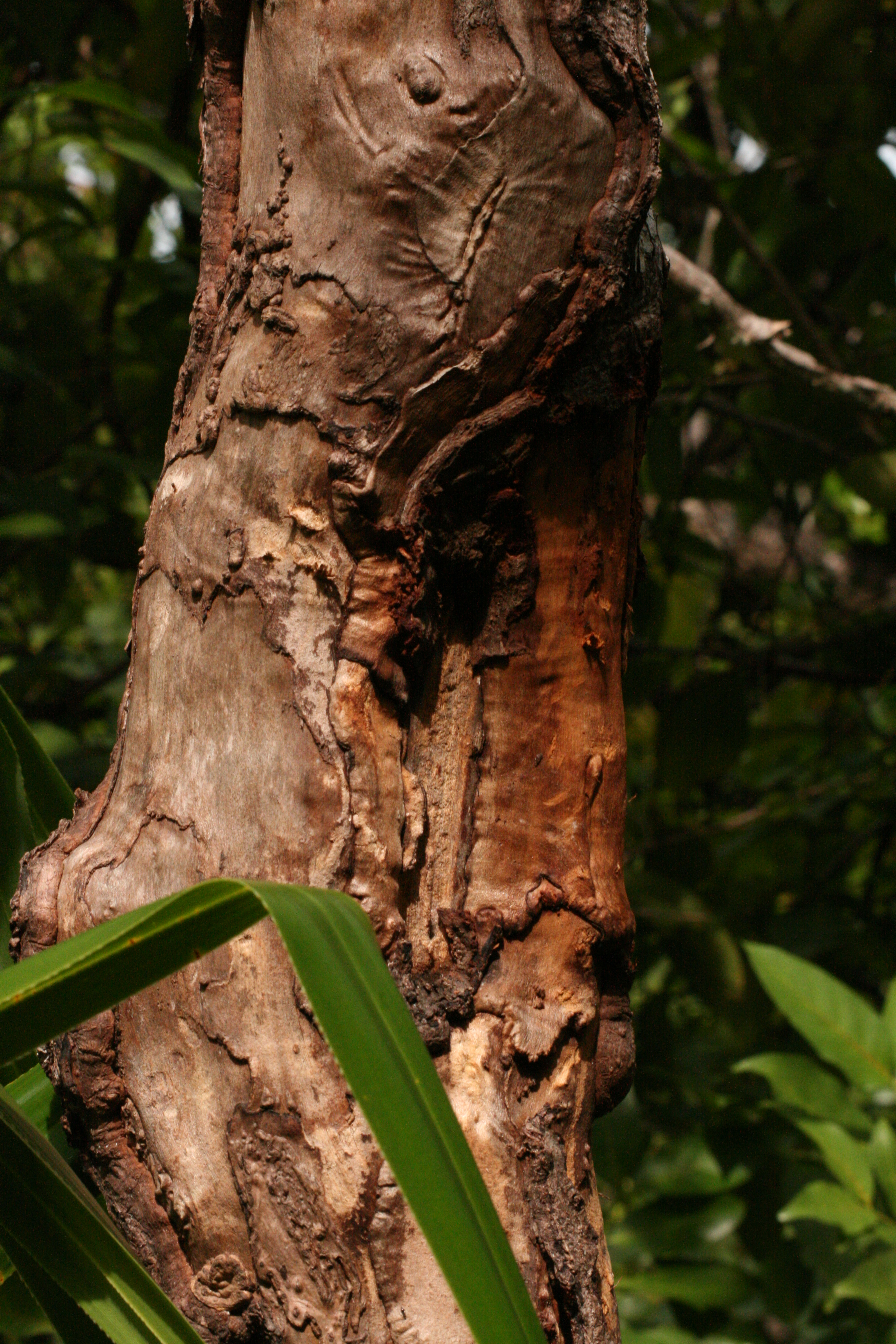
cannelle
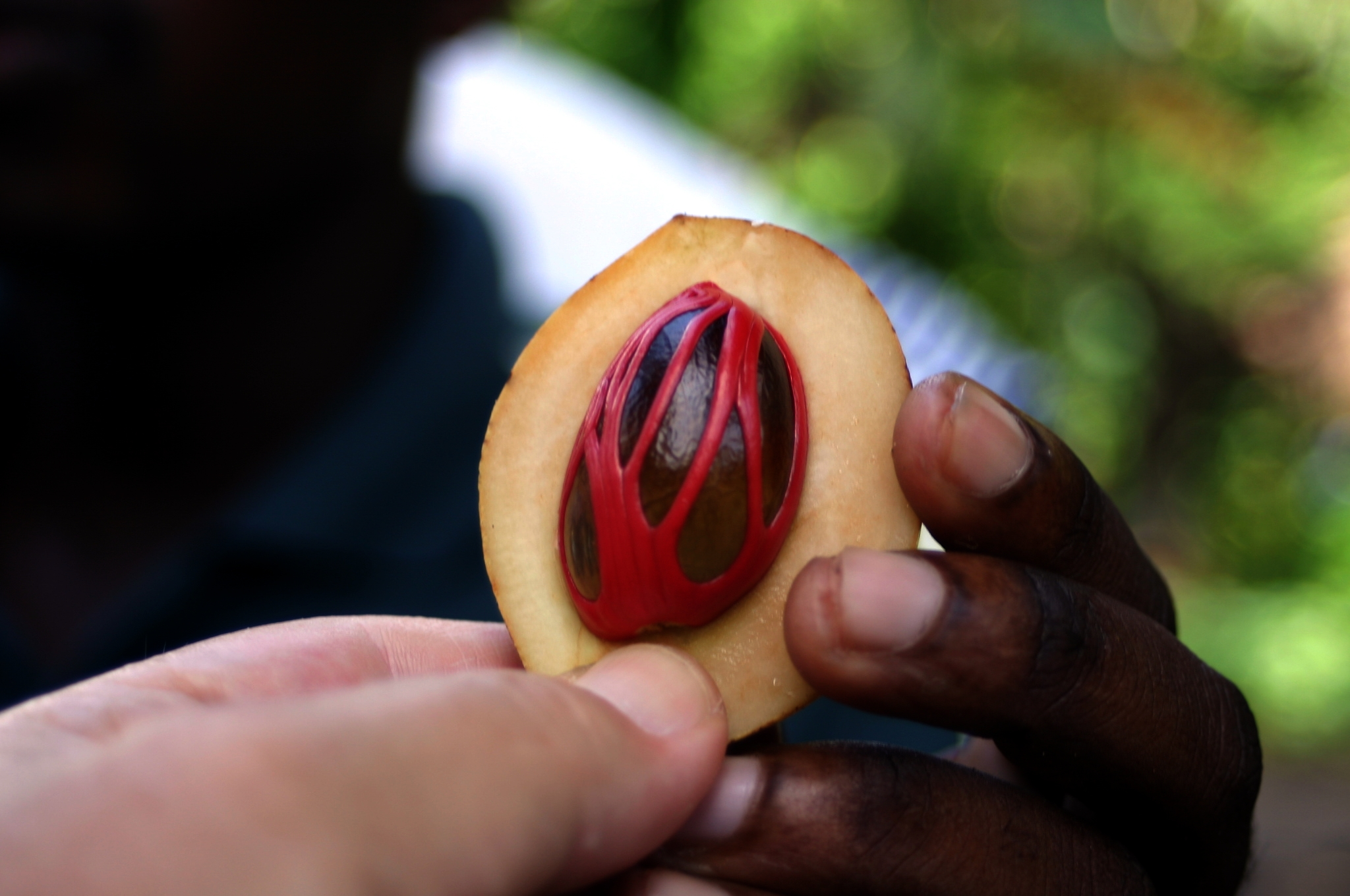
Muscade
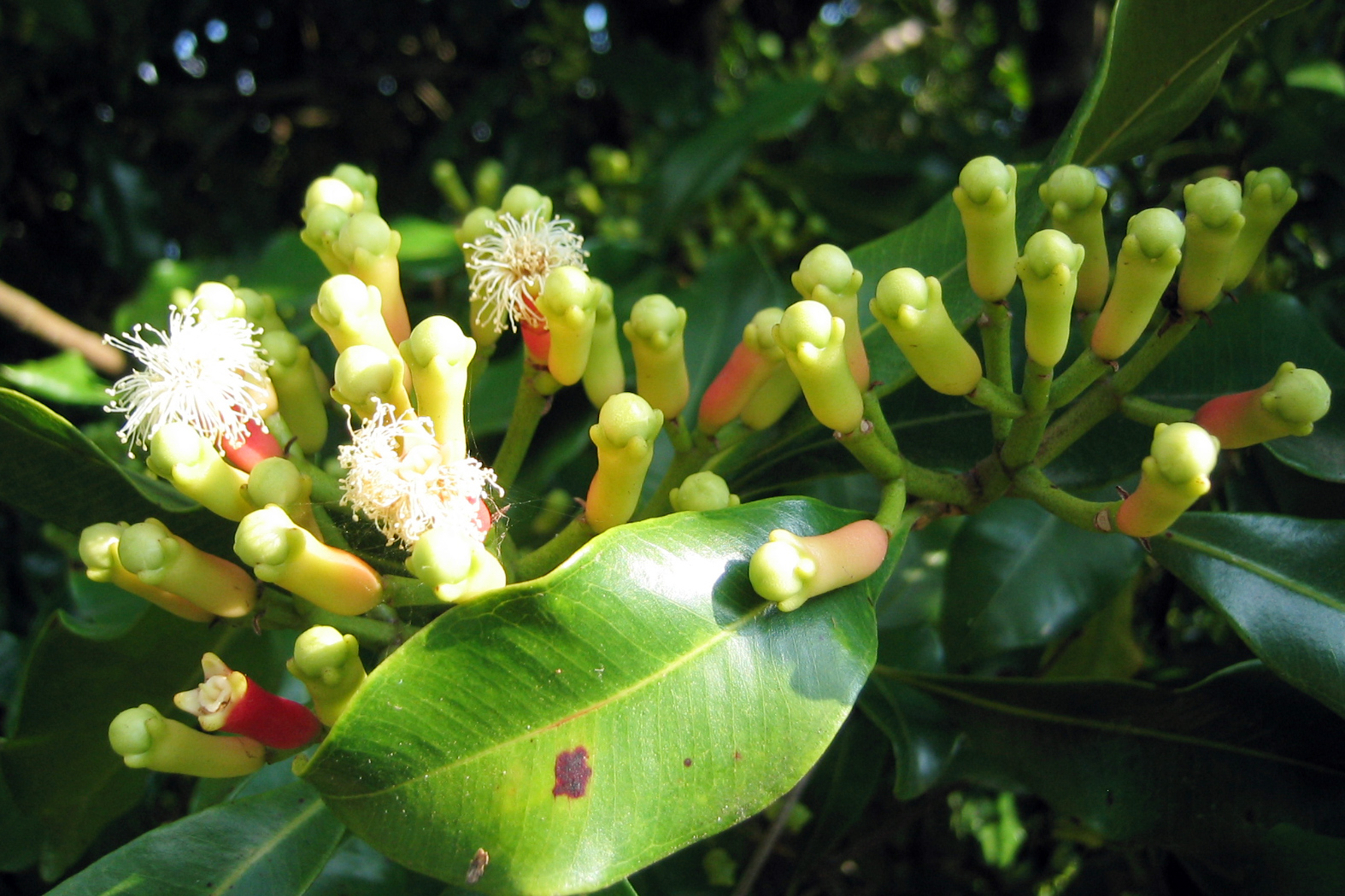
Girofle
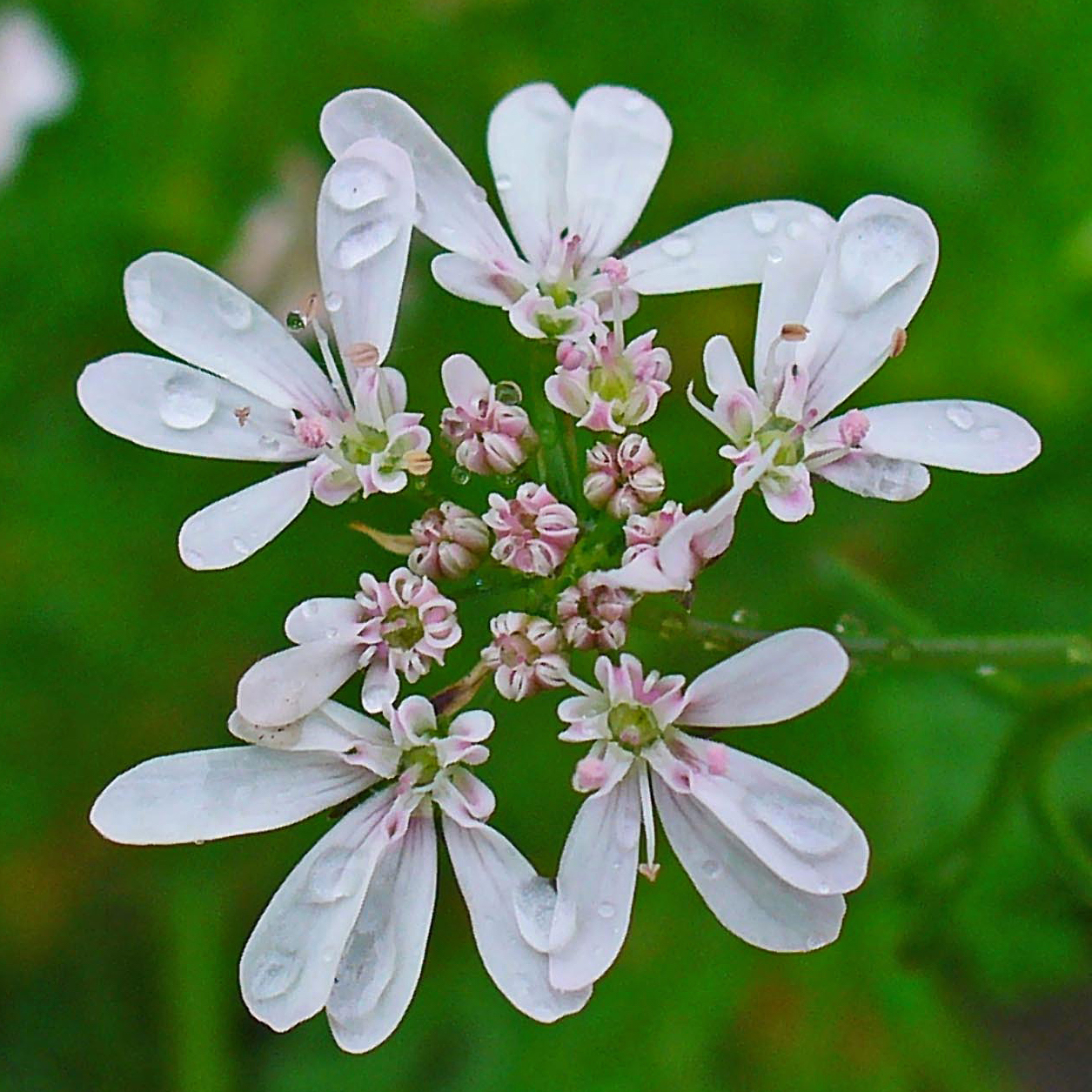
Coriandrum sativum
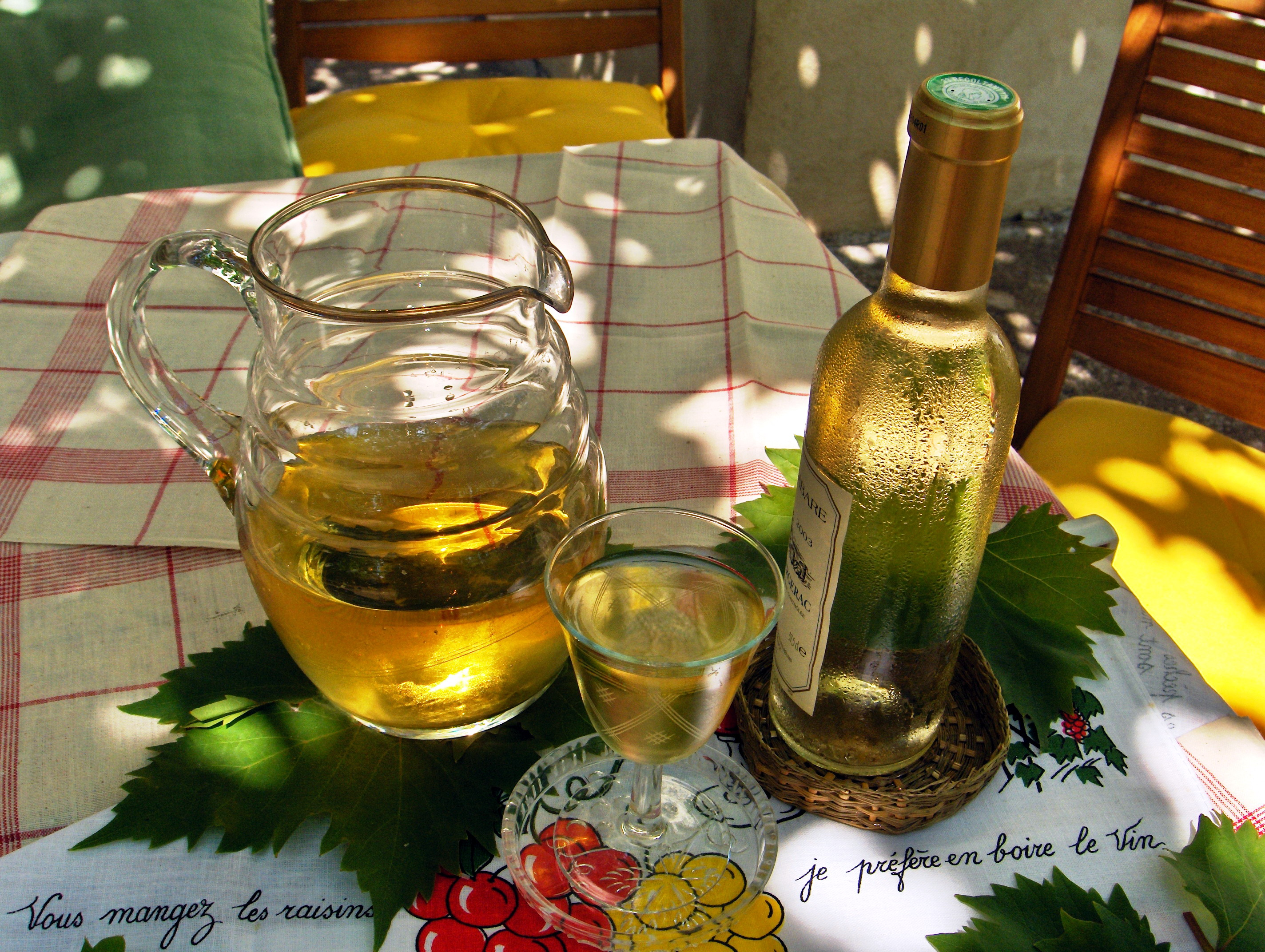
Vin blanc
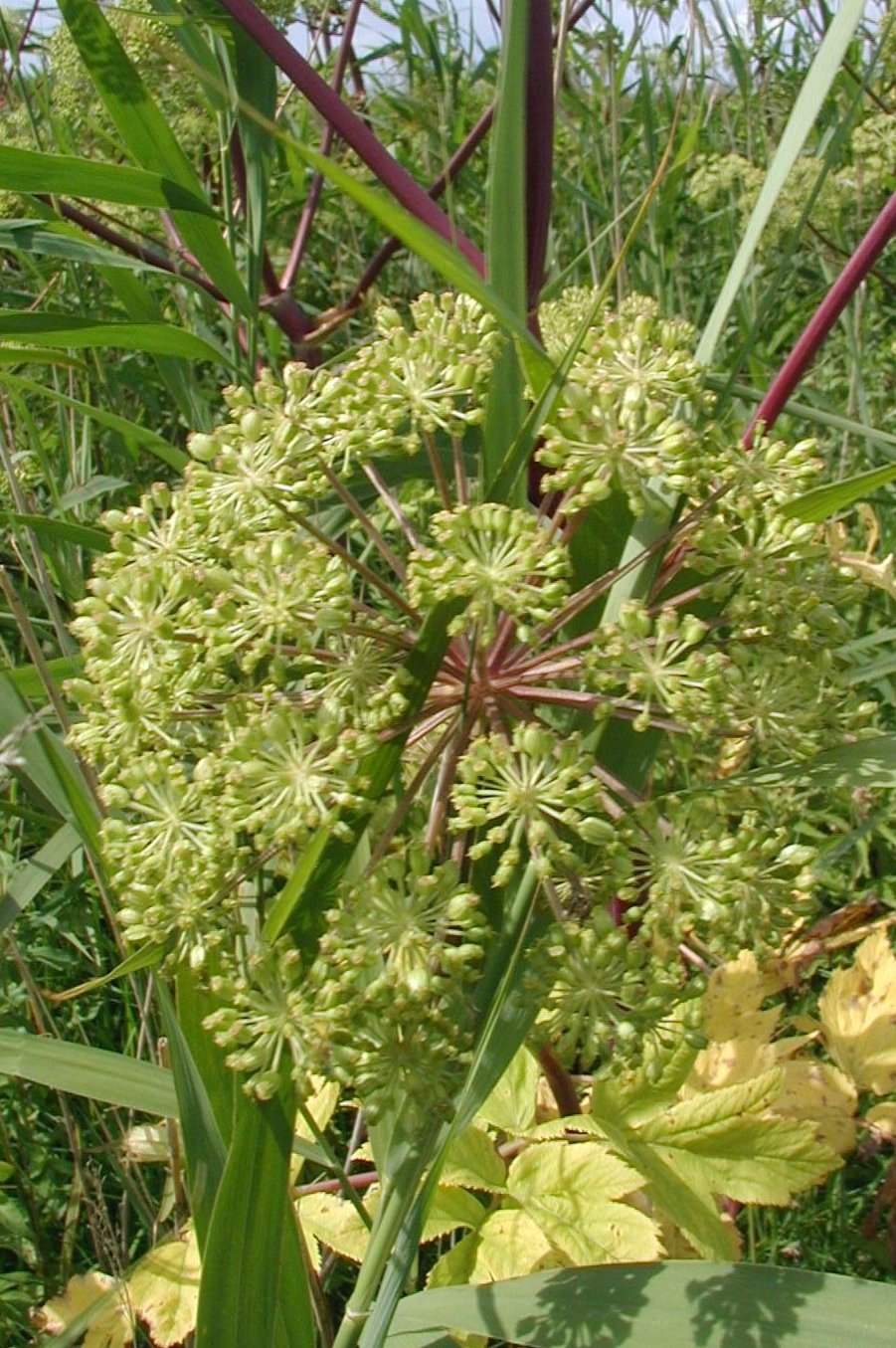
Angélique

- La seconde recette, celle des carmes de la Place Maubert, était transmise en 1715 par frère carme Joachim de Saint-Jacques au Frère Gabriel de Saint-Nicolas avec obligation de la tenir secrète, avec l'approbation du Père Tiburce, le prieur du couvent. Le parchemin (« trois feuilles de parchemin de grand format réunis en cahier par deux liens aussi en parchemin, et formant douze pages [...] [comprenant] des dessins à la plume représentent les différents vases, tonneaux, alambics, qui servent à la préparation de l'Eau de mélisse, et le plan naïf d'une installation d'atelier »[32].) fut transmis au Dr de Rodde, par la succession d'un de ses oncles, et il le fit parvenir à Prosper Dumont par une lettre en provenance de Latakié de Syrie. Plus complexe, elle comprenait plus de plantes et plus d'épices. Cette recette fut exploitée par la Société Libre des Pharmaciens de la Ville de Paris[39].

## En Italie
Depuis 1710 en Italie, l'eau de Mélisse, Acqua di Melissa, est produite par les Carmes déchaux de la Province de Venise qui la cultivent encore et la distillent, étudient ses propriétés thérapeutiques et s'occupent de sa commercialisation.

## Littérature
« L'Eau de Mélisse »  est une nouvelle de Marie Aycard, qui attribue à un médecin de campagne, le Dr Dupuis, de Vitré, l'invention de l'eau de mélisse, dont la recette merveilleuse, parvient, par l'intermédiaire de Rose, sa fille, d'un voleur de grand chemin, Gabriel Landry dit Le Renard, et de l'abbé Prévost (mort en 1763), jusqu'au couvent des carmes. L'épilogue induit que le Frère Gabriel n'est autre que le Renard : l'anachronisme historique ne l'effraie pas : « La maréchaussée chercha en vain à s'emparer du Renard, elle ne put jamais y parvenir. Quelques années après la mort de Prévost, dans un des couvents de Paris on débitait une eau admirable pour la guérison d'une infinité de maladies, et souveraine surtout pour prévenir et guérir l'apoplexie. La composition de cette eau était due à un frère de ce couvent nommé le frère Gabriel. Tout porte à croire que Landry avait donné à son histoire le dénoûment que lui-même avait indiqué à Prévost. On appelait cette eau Eau de Mélisse.
L'eau de Mélisse a fait ses miracles, comme les sachets du sieur Arnou, comme tous les électuaires, les élixirs, les cordiaux, les vulnéraires qu'inventent les hommes pour prolonger leur existence; mais sans vouloir médire de l'eau de Mélisse, nous croyons que, dans un cas d'apoplexie, elle ne vaut pas une saignée à la jugulaire. »
En 1762 était paru dans le Journal Encyclopédique ce renseignement sur l'eau des Carmes : « II n'en est pas même jusqu'à cette fameuse et très fameuse eau de mélisse, connue sous le nom d'Eau des Carmes qui n'ait cette origine ; elle est de Mr. Homberg. II la composa un jour pour le P. Sebastien, qui s'en étant bien trouvé, en demanda la dispensation à son Médecin, pour qu'il la pût faire compenser par le Frère apothicaire de son Couvent. Celui-ci cherchant les moyens de l'accréditer, imagina d'en faire un secret et elle sut bientôt connue sous le nom d'Eau des Carmes. L'Auteur des Anecdotes aurait dû ajouter que ce fut Mr. Rouelle qui le premier divulgua le secret de l'Eau des Carmes; et ce prétendu secret consistait simplement à garder de l'eau de Mélisse pendant quelques années... »